# Williemus Serverleg
Williemus Serverleg (fl. 1298) foi um membro do Parlamento inglês.
Ele foi um membro (MP) do Parlamento da Inglaterra por Lewes em 1298.